# The Good Asian
The Good Asian (« Le Bon Asiatique ») est une bande dessinée policière écrite par l'Américain Pornsak Pichetshote et dessinée par le Français Alexandre Tefenkgi. Elle est publiée entre mai 2021 et avril 2022 par l'éditeur américain Image Comics d'abord comme mini-série de dix comic books, puis en recueil.
Cette bande dessinée policière suit un détective sino-américain, Edison Hark qui cherche à résoudre un meurtre dans le quartier new-yorkais de Chinatown en 1936 tout en subissant les difficultés causées par la loi d'exclusion des Chinois. Avec cette bande dessinée, Pichetshote et Tefenkgi ont cherché à évoquer les difficultés des Américains d'origine asiatique dans les années 1930.
En juillet 2022, The Good Asian reçoit le prix Eisner de la meilleure mini-série.

## Distinctions
- 2022 :
  - prix Eisner de la meilleure mini-série
  - prix Harvey du livre de l'année[4]